# Sijeruk (Banjarmangu)
Sijeruk is een bestuurslaag in het regentschap Banjarnegara van de provincie Midden-Java, Indonesië. Sijeruk telt 2017 inwoners (volkstelling 2010).